# Одеска и Измаилска епархия
Одеска и Измаилска епархия е епархия на Украинската православна църква към Московската патриаршия с център град Одеса. Обединява енории и манастири на територията на част от районите на Одеска област – Арцизки, Белгородднестровски, Беляевски, Болградски, Килийски, Лимански, Измаилски, Овидиополски, Саратски, Ренийски, Тарутински, Татарбунарски. Основава се през 1946 г.